# ECI Cultuurfabriek
De ECI Cultuurfabriek is een cultureel centrum aan de Roer in de Limburgse stad Roermond.
In december 2009 startte de herbestemming van de monumentale fabrieksgebouwen van de ECI (Electro Chemische Industrie) in Roermond. ECI Cultuurfabriek heeft in september 2012 het pand in gebruik genomen. Een aantal culturele activiteiten van Roermond zijn gevestigd onder een dak, activiteiten als theater, popmuziek, tentoonstellingen van moderne en hedendaagse kunst, kunst- en cultuureducatie en een grand café. Ook is restaurant ONE in het gebouw gevestigd, onderscheiden met een Michelinster. Onder de naam 'Bonnefanten Roermond' is een dependance van de kunstuitleen van het Bonnefantenmuseum (Maastricht) in de Cultuurfabriek ondergebracht.
Opvallend is dat na de herbestemming de sporen van ervoor duidelijk zichtbaar zijn gebleven. Er is esthetisch en bouwtechnisch zo min mogelijk ingegrepen, zelfs de graffiti is gehandhaafd, in een streven de authenticiteit van het complex te bewaren.
Algemeen directeur sinds juli 2024 is Gert-Jan Hox. 